# Dimitrij Iljič Pišnicki
Dimitrij Iljič Pišnicki (rusko Дмитрий Ильич Пышницкий), ruski general, * 1764, † 1844.
Bil je eden izmed pomembnejših generalov, ki so se borili med Napoleonovo invazijo na Rusijo; posledično je bil njegov portret dodan v Vojaško galerijo Zimskega dvorca.

## Življenje
Leta 1776 je vstopil v vojaško službo kot vodnik v Apšeronskem pehotnem polku. Sodeloval je v rusko-poljskih vojnah, v katerih se je odlikoval. 11. maja 1784 je bil povišan v adjutanta s činom praporščaka in 1. januarja 1786 v poročnika.
Leta 1789 je sodeloval v bojih s Turki; ponovno je bil povišan v stotnika. V letih 1792 in 1794 je sodeloval v bojih proti Poljakom (bil povišan v majorja) in leta 1799 je sodeloval v italijanski kampanji. 19. januarja 1800 je postal poveljnik Nizovskega mušketirskega polka in 8. oktobra istega leta je bil povišan v polkovnika.
28. septembra 1806 je postal poveljnik Kremenčuškega mušketirskega polka, na čelu katerega se je boril proti Švedom na Finskem ter proti Francozom. 21. novembra 1812 je bil povišan v generalmajorja in imenovan za poveljnika 4. pehotne divizije. Njegov osebni pogum je odločil bitko pri Borodinu, ko je osebno vodil bajonetni naskok.
25. aprila 1815 je postal generalporočnik.
20. decembra 1833 se je upokojil in preživel zadnja leta v rodni provinci.